# Torbjörn Johannesson
Torbjörn Johannesson, född 1965, är en svensk militär.
Johannesson blev yrkesofficer 1986 och är nu (2020) major. Han gjorde sin första utlandstjänstgöring 2007–2008 i Kosovo som då nyligen förklarat sig självständigt. Han har även tjänstgjort i Syrien, Afghanistan och Egypten, där han bland annat bevittnat både upptakten till inbördeskriget i Syrien och hur Muslimska brödraskapets kandidat Mohammad Mursi blev vald till president i Egypten 2012.
Han framhåller att Sveriges insatser i utlandet bidragit till att skapa fred och trygghet, och har velat skapa en större förståelse för hur det är att arbeta i konfliktdrabbade områden dit få människor får tillträde.
Den 15 juli 2020 var Johannesson värd för Sommar i P1 efter att ha blivit framröstad som "Lyssnarnas sommarvärd".